# Cabassous tatouay
Cabassous tatouay (Великий голохвостий броненосець) — вид броненосців з Південної Америки.

## Опис
Найбільший серед голохвостих броненосців, дорослі особини мають довжину 41-49 см, хвіст довжиною 15-20 см. З кожної сторони обох щелеп мають по вісім або дев'ять зубів однакової форми, без виражених ікл чи різців. Панцир включає в середньому 13 рухомих смуг між твердими щитками на плечах та стегнах, кожна смуга має близько 30 окремих лусок. Має лусковий щит на голові, зі значно меншого розміру лусочками на вухах та щоках під очима. Хвіст покритий окремими дрібними лусками.
Зустрічається на півдні Бразилії. на сході Парагваю та Уругваю та на крайньому північному сході Аргентини. Населяє низинні та пригірські ліси, а також відносно відкриті райони, такі як Серрадо та Пантанал. Не має визнаних підвидів.
Харчуються мурахами і термітами, живуть в норах, часто роблячи їх в термітниках. Нори зазвичай шириною 20-25 см, і розташовані так, щоб вхід знаходився в протилежній стороні від руху вітру.